# Norwegia na Mistrzostwach Świata w Lekkoatletyce 2009
Norwegia na Mistrzostwach Świata w Lekkoatletyce 2009 – reprezentacja Norwegii liczyła 14 zawodników. Lekkoatletom z tego kraju udało się zdobyć dwa medale: złoto w rzucie oszczepem wywalczył Andreas Thorkildsen, a srebro chodziarz Trond Nymark.

## Reprezentacja Norwegii
| Konkurencja                   | Zawodnik                 | Zawodnik                                 |
| Konkurencja                   | Mężczyźni                | Kobiety                                  |
| ----------------------------- | ------------------------ | ---------------------------------------- |
| Bieg na 100 m                 | Jaysuma Saidy Ndure      | Ezinne Okparaebo                         |
| Bieg na 100 m przez płotki    |                          | Christina Vukicevic                      |
| Bieg na 3000 m z przeszkodami | Bjørnar Ustad Kristensen | Silje Fjørtoft Karoline Bjerkeli Grøvdal |
| Chód na 20 km                 | Erik Tysse               | Kjersti Tysse Plätzer                    |
| Chód na 50 km                 | Erik Tysse Trond Nymark  | —                                        |
| Skok wzwyż                    |                          | Stine Kufaas                             |
| Skok w dal                    |                          | Margrethe Renstrøm                       |
| Rzut dyskiem                  | Gaute Myklebust          |                                          |
| Rzut oszczepeem               | Andreas Thorkildsen      |                                          |
| Siedmiobój                    |                          | Ida Marcussen                            |